# 1987 a sportban
1987 a sportban az 1987-es év fontosabb sporteseményeit tartalmazza az alábbiak szerint:

## Események

### Határozott dátumú események
- január 21–22. Férfi gyorskorcsolya-Európa-bajnokság, Trondheim
- január 24–25. Terepkerékpáros-világbajnokság, Mladá Boleslav
- január 28. – február 8. Alpesisí-világbajnokság, Crans Montana
- január 31. – február 1. Gyorskorcsolya-sprintvilágbajnokság, Sainte-Foy
- február 3–8. Műkorcsolya-Európa-bajnokság, Szarajevó
- február 7–8. Női gyorskorcsolya-világbajnokság, Milwaukee
- február 12–17. Sílövő-világbajnokság, Lake Placid
- február 12–21. Északisí-világbajnokság, Obertsdorf
- február 14–15. Férfi gyorskorcsolya-világbajnokság, Heerenveen
- február 19. – március 1. Asztalitenisz-világbajnokság, Újdelhi
- február 21–22. Fedett pályás atlétikai Európa-bajnokság, Liévin
- február 22–28. Téli universiade, Jasna
- február 26. – március 1. Légfegyveres-Európa-bajnokság, Pozsony
- március 6–8. Fedett pályás atlétikai világbajnokság, Indianapolis
- március 9–14. Műkorcsolya-világbajnokság, Cincinnati
- március 22 Mezeifutó-világbajnokság, Varsó
- március 20–29. Jégkorong-világbajnokság, C csoport, Koppenhága
- március 27. – április 5. Jégkorong-világbajnokság, B csoport, Canazei
- április 17. – május 3. Jégkorong-világbajnokság, A csoport, Bécs
- április 23 – május 15. Vuelta
- május 1–3. szabadfogású birkózó-Európa-bajnokság, Veliko Tarnovo
- május 5–9. súlyemelő-Európa-bajnokság, Reims
- május 7–10. cselgáncs-Európa-bajnokság, Párizs
- május 8–10. kötöttfogású birkózó-Európa-bajnokság, Tampere
- május 18–24. tollaslabda-világbajnokság, Peking
- május 21–24. tornász-Európa-bajnokság, Moszkva
- május 21. – június 13. Giro d’Italia
- május 29–június 6. ökölvívó-Európa-bajnokság, Torino
- június 3–10. férfi kosárlabda-Európa-bajnokság, Athén
- június 20.–július 5. Vitorlázó-világbajnokság, repülő hollandi, 470-es, finn dingi, soling osztály, valamint csillaghajó-Európa-bajnokság, Kiel
- június 25–28. Sportakrobatika-Európa-bajnokság, Wrocław
- július 1–26. Tour de France
- július 7–19. Nyári universiade, Zágráb
- július 8–10. Díjlovagló-Európa-bajnokság, Goodwood
- július 9–16. Vitorlázó-Európa-bajnokság, repülő hollandi és 470-es osztály, Horten
- július 17–26. Vívó-világbajnokság, Lausanne
- július 20–29. Vitorlázó-világbajnokság, 420-as osztály, Balatonfüred
- július 22. – augusztus 2. Sportlövő-Európa-bajnokság, Lahti
- augusztus 2–8. Vitorlázó-Európa-bajnokság, kalóz osztály, Balatonfüred
- augusztus 5–9. Női öttusa-világbajnokság, Bensheim
- augusztus 12–16. Férfi öttusa-világbajnokság, Moulins
- augusztus 16–23. úszó-Európa-bajnokság, valamint férfi és női vízilabda-Európa-bajnokság, Strasbourg
- augusztus 18–23. Kajak-kenu világbajnokság, Duisburg
- augusztus 19–29. Birkózó-világbajnokság, Clermont-Ferrand
- augusztus 21–23. Kettesfogathajtó-világbajnokság, Reisenbeck
- augusztus 24–30. Evezős-világbajnokság, Koppenhága
- augusztus 25–30. Pályakerékpáros-világbajnokság, Bécs
- augusztus 28–30. Díjugrató-Európa-bajnokság, Sankt Gallen
- augusztus 29.–szeptember 7. Atlétikai világbajnokság, Róma
- augusztus 31. – szeptember 6. Vitorlázó-Európa-bajnokság, soling osztály, Karlshamm
- szeptember 1–6. Országúti kerékpáros-világbajnokság, Villach
- szeptember 2–5. Tájfutó-világbajnokság, Gerarmer
- szeptember 3–6. Lovastusa-Európa-bajnokság, Luhmülen
- szeptember 4–11. Női kosárlabda-Európa-bajnokság, Jerez de la Frontera, El Puerto de Santa María, Cádiz
- szeptember 6–13. Súlyemelő-világbajnokság, Ostrava
- szeptember 16–20. Sportgimnasztika-világbajnokság, Várna
- szeptember 25. – október 4. Férfi és női röplabda-Európa-bajnokság, Eupen, Gent, Brüsszel
- október 11–18. Öttusa-Európa-bajnokság, Nyugat-Berlin
- október 12.–december 19. Sevillában zajlik a Garri Kimovics Kaszparov–Anatolij Jevgenyjevics Karpov közötti sakkvilágbajnoki döntő, amelyen Kaszparov megvédi címét
- október 19–25. Tornász-világbajnokság, Rotterdam
- október 23–25. Légfegyveres-világbajnokság, Budapest
- november 15. Nelson Piquet megnyeri harmadik Formula–1-es világbajnoki címét a Williams–Honda autójával
- november 19–22. Cselgáncs-világbajnokság, Essen

### Határozatlan dátumú események
- az év folyamán – Egerszegi Krisztina úszó felnőtt Európa-bajnoki 4. és 5. helyezett (200 és 100 m hát), valamint amerikai bajnok (200 m hát)

## Születések
- január 1.
  - Ben Alnwick, angol labdarúgó

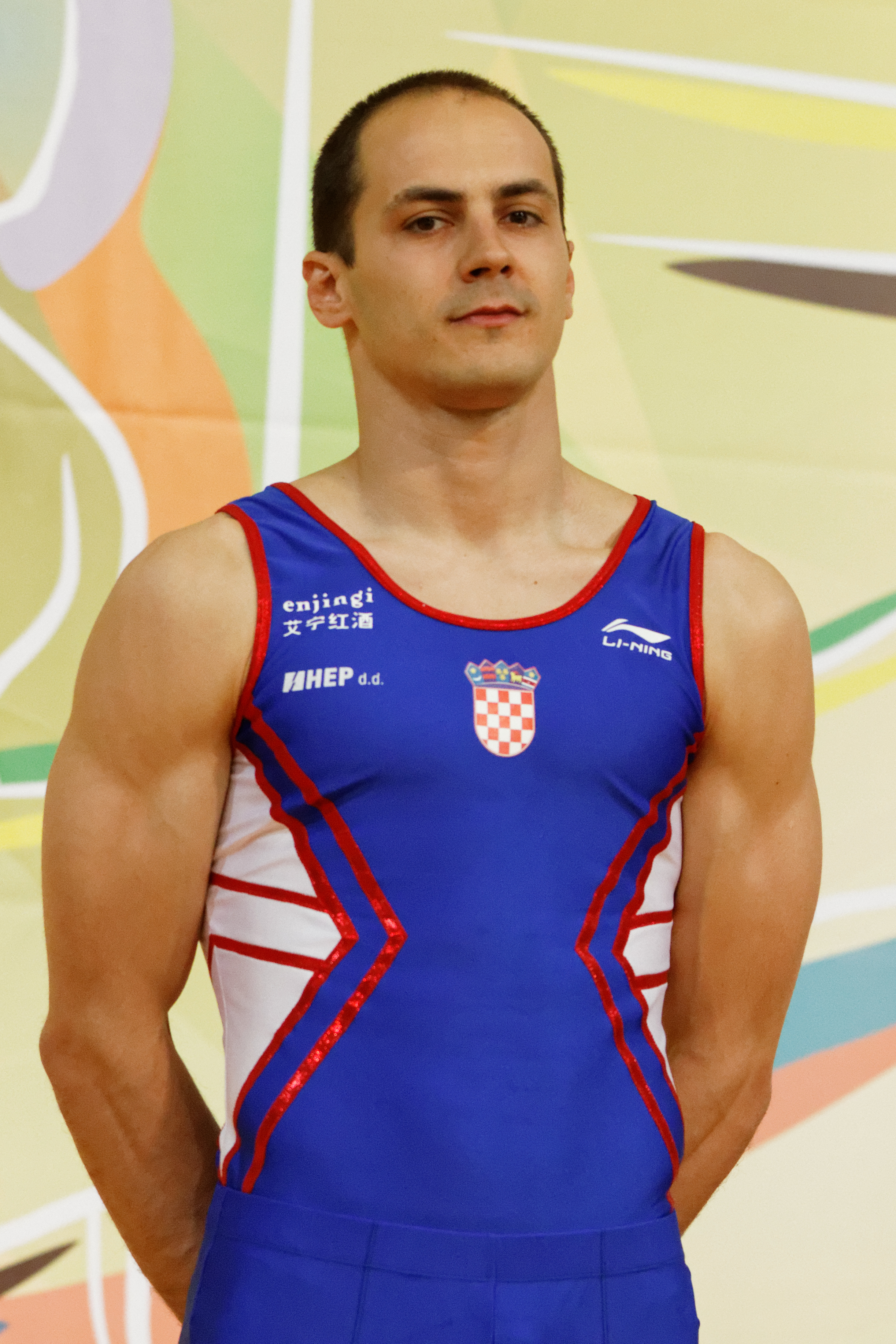
Marijo Možnik

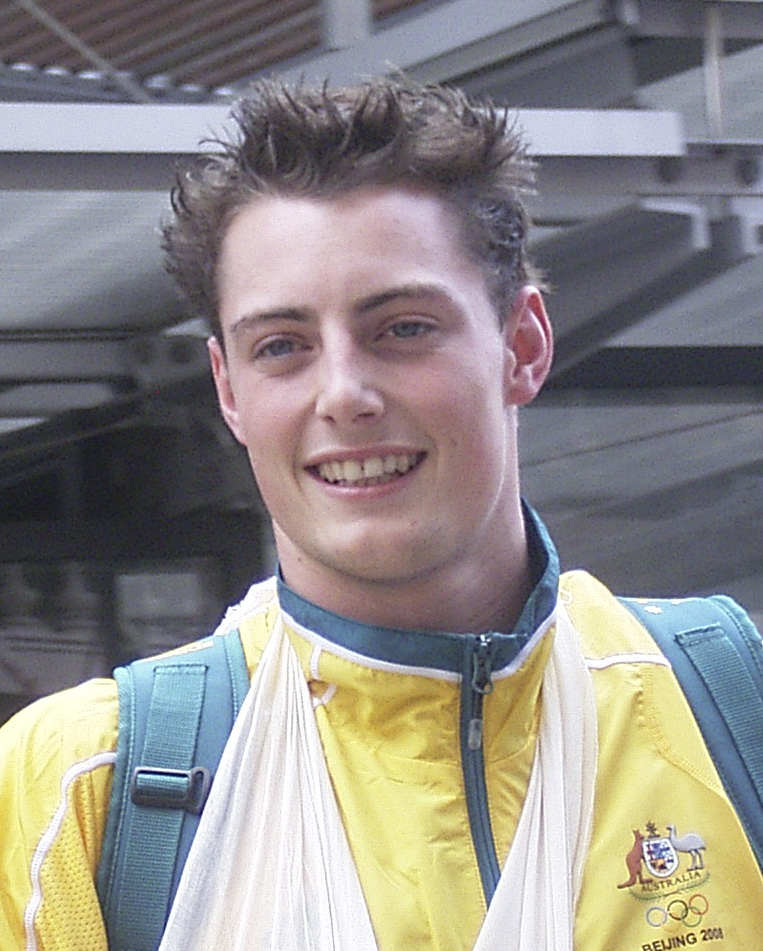
Scott Robertson

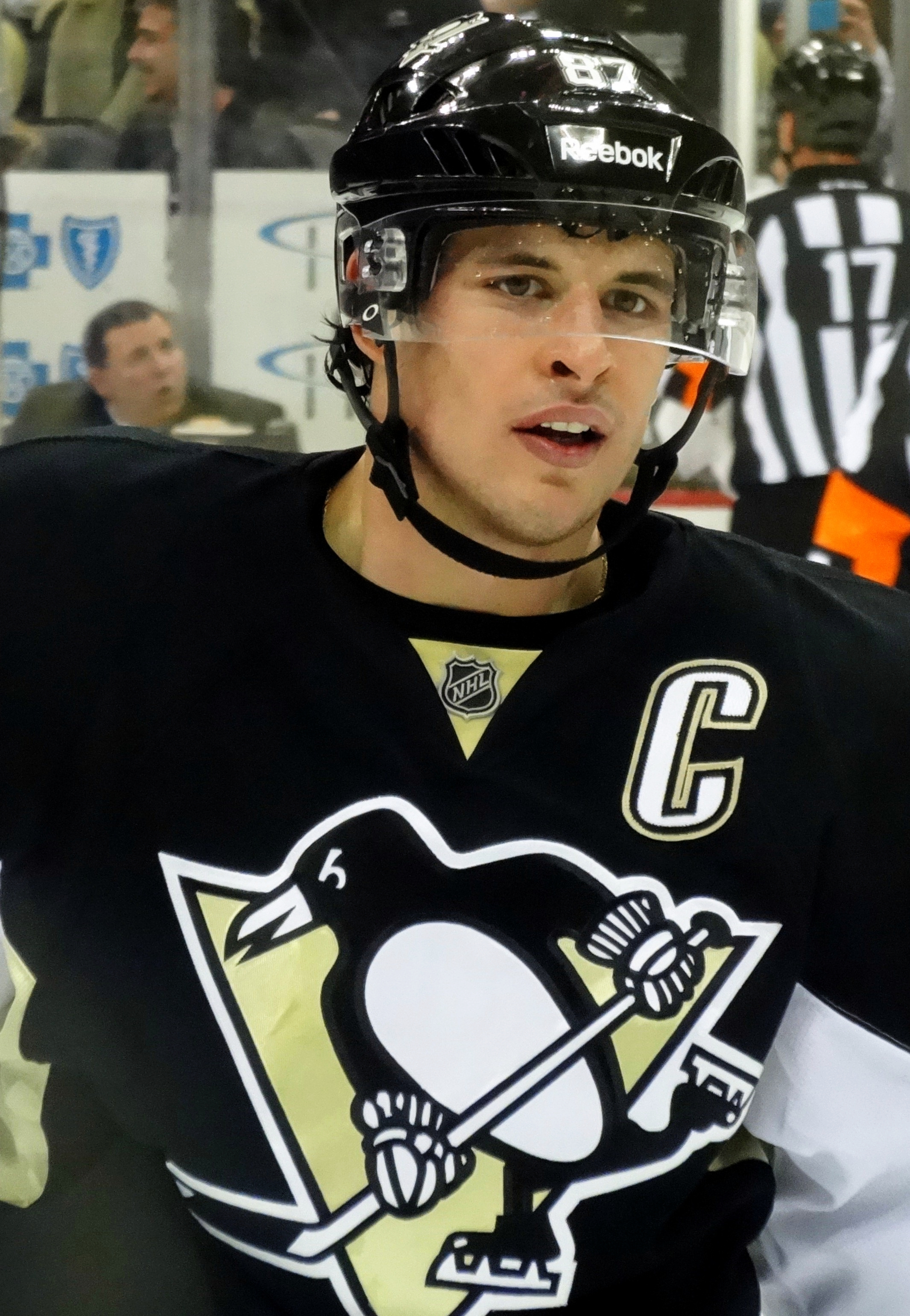
Sidney Crosby

  - Nino Baciasvili, grúz női sakkozó, nemzetközi mester (IM), női nagymester (WGM)
  - Nana Dzagnidze, grúz női sakkozó, nagymester, sakkolimpiai bajnok
- január 2. – Vitalij Szergejevics Anyikejenko, orosz jégkorongozó († 2011)
- január 6. – Yannick Jankovits, francia teniszező
- január 8.
  - Francesco Dell’Uomo, olasz műugró
  - Artur Sahinján, világ- és Európa-bajnoki bronzérmes örmény kötöttfogású birkózó
- január 10. – Vicente Guaita, spanyol labdarúgó
- január 11. – Steven Vitória, kanadai válogatott labdarúgó
- január 12.
  - Chaz Davies, walesi motorversenyző
  - Edoardo Mortara, svájci-olasz autóversenyző
- január 13.
  - Marcelo Grohe, német származású brazil válogatott labdarúgókapus
  - Marc Staal, kanadai válogatott jégkorongozó
  - Radosław Wojtaszek, lengyel sakknagymester
- január 14. – Dennis Aogo, U21-es Európa-bajnok német labdarúgó
- január 18.
  - Marijo Možnik, horvát tornász
  - Triffa Ágnes, EHF-Európa-liga-győztes magyar válogatott kézilabdázó
- január 20.
  - Jelena Grubišić, EHF-bajnokok ligája-győztes horvát válogatott kézilabdázó
  - Víctor Vázquez, spanyol korosztályos válogatott labdarúgó
- január 22. – Dmitrij Vlagyimirovics Kombarov, orosz válogatott labdarúgó
- január 25. – Marija Jurjevna Kirilenko, olimpiai bronzérmes orosz teniszező
- január 26. – Jakub Mareš, cseh labdarúgó
- január 27.
  - Gyenyisz Boriszovics Glusakov, orosz válogatott labdarúgó
  - Wayne Hennessey, walesi válogatott labdarúgó
  - Roman Alekszandrovics Siskin, orosz válogatott labdarúgó
- január 30.
  - Arda Turan török válogatott labdarúgó
  - Emre Aşık török válogatott labdarúgó
- február 1. – Costel Pantilimon, román válogatott labdarúgó
- február 2. – Jonathan Rea, brit motorversenyző
- február 4. – Lucie Šafářová, cseh hivatásos teniszezőnő
- február 8. – Cshö Csholszun, dél-koreai válogatott labdarúgó
- február 11. – José María Callejón, spanyol válogatott labdarúgó
- február 13. – Raushee Warren, amerikai ökölvívó
- február 19. – Alexandra Eremia, olimpiai és Európa-bajnok román tornász
- február 20.
  - Guillaume Faivre, svájci labdarúgó
  - Tim Sparv, finn válogatott labdarúgó
- február 27.
  - Anna Blässe, német válogatott labdarúgó
  - Maximiliano Moralez, argentin válogatott labdarúgó
- március 5. – Anna Dzsambulijevna Csakvetadze, orosz teniszező
- március 9. – Franklin Marén Castillo, világbajnoki bronzérmes kubai szabadfogású birkózó
- március 10. – Tuukka Rask, Stanley-kupa-győztes, olimpiai ezüstérmes finn jégkorongozó kapus
- március 12. – Tejmur Radzsabov, azeri sakkozó, nemzetközi nagymester
- március 13. – Marco Andretti amerikai autóversenyző
- március 15. – Andy Seuss, amerikai NASCAR-versenyző
- március 16.
  - Valerio Aspromonte, olimpiai, világ- és Európa-bajnok olasz tőrvívó
  - Maury Edwards, kanadai jégkorongozó
  - Alekszandr Alekszandrovics Szmisljajev, orosz síakrobata
- március 18.
  - Gabriel Mercado, argentin válogatott labdarúgó
  - Dmitrij Alekszejevics Taraszov, orosz válogatott labdarúgó
- március 19. – Balogh Csaba magyar sakkozó
- március 20. – Jô, brazil válogatott labdarúgó
- március 24.
  - Billy Jones, angol labdarúgó
  - Christopher Trimmel, osztrák válogatott labdarúgó
- március 28. – Melinda Geiger, világ- és Európa-bajnoki bronzérmes román válogatott kézilabdázó
- március 29.
  - Luciano Lollo, argentin labdarúgó
  - Varga Dénes olimpiai és világbajnok magyar vízilabdázó
- március 30.
  - Korpási Bálint, világ- és Európa-bajnok magyar kötöttfogású birkózó
  - Hernán Galíndez, ecuadori válogatott labdarúgó
- március 31.
  - Nordin Amrabat holland labdarúgó
  - Kónéru Hampi, indiai női sakkozó, nemzetközi nagymester
- április 2. – Rhys Howden, ausztrál válogatott vízilabdázó, olimpikon
- április 4. – Cameron Maybin, World Series amerikai baseballjátékos
- április 5.
  - Hárai Balázs, világbajnok magyar válogatott vízilabdázó
  - Fjodor Vasziljevics Kudrjasov, orosz válogatott labdarúgó
- április 7. – Michael Page, brit harcművész
- április 11. – Guilherme Rodrigues Moreira, brazil labdarúgó
- április 12. – Luiz Adriano, brazil válogatott labdarúgó
- április 16. – Markus Suttner, osztrák válogatott labdarúgó
- április 19. – Marija Jurjevna Sarapova, korábbi világelső orosz teniszezőnő
- április 22. – David Luiz, brazil válogatott labdarúgó
- április 23.
  - Michael Arroyo, ecuadori válogatott labdarúgó
  - Tóth Ildikó, Európa-bajnok magyar válogatott vízilabdázó
- április 24. – Andrew Harris, Grey-kupa-győztes kanadai kanadaifutball-játékos
- április 27. – Alexandra Lacrabère, francia válogatott kézilabdázó
- április 29. – Sara Errani, olasz hivatásos teniszezőnő
- május 4.
  - Anna Alekszandrovna Kocsetova, orosz válogatott kézilabdázó
  - Papp Gábor, sakkozó, nemzetközi nagymester
- május 5.
  - Ideue Aszako, japán válogatott labdarúgó
  - Drew Herring, amerikai NASCAR-versenyző
  - Leonel Vangioni, argentin válogatott labdarúgó
- május 12. – Lance Lynn, World Series bajnok, baseball-világbajnoki és pánamerikai játékok ezüstérmes amerikai válogatott baseballjátékos
- május 13.
  - Antonio Adán, spanyol labdarúgó
  - Bobby Shuttleworth, amerikai labdarúgó
- május 14. – Ben Woollaston, angol snookerjátékos
- május 15. – Andy Murray, olimpiai bajnok, Wimbledon és US Open győztes skót teniszező
- május 20. – Emmanuel Gigliotti, argentin labdarúgó, csatár
- május 24. – Alessandro Nora, olasz válogatott vízilabdázó
- május 26. – Mehdi Marzouki, francia válogatott vízilabdázó
- június 5. – Alexander Domínguez, ecuadori válogatott labdarúgó
- június 6. – Cássio Ramos, brazil válogatott labdarúgókapus
- június 10.
  - Alexandre Camarasa, francia válogatott vízilabdázó
  - Polina Viktorovna Kuznyecova, olimpiai és világbajnok orosz kézilabdázó
- június 11.
  - Junior Felício Marques, brazil labdarúgó
  - Anthony Weber, francia labdarúgó
- június 12. – Antonio Barragán, spanyol labdarúgó
- június 13. – Anton Pavlovics Sinder, ukrán válogatott labdarúgó, csatár
- június 16. – Szamesima Aja, japán válogatott labdarúgó
- június 20. – Asmir Begović, bosnyák válogatott labdarúgókapus
- június 24.
  - Scott Robertson, ausztrál műugró
  - Nick Robinson-Baker, brit műugró
- június 25. – Joel Dennerley, ausztrál válogatott vízilabdázó, olimpikon
- június 26.
  - Luka Lončar, olimpiai és világbajnoki ezüstérmes horvát vízilabdázó
  - Vigh Ádám, labdarúgó, csatár, labdarúgóedző
- június 27. – Obot Denis Samuel, nigériai labdarúgó
- június 28. – Bogdan Stancu, román válogatott labdarúgó
- július 1. – Claudio Pätz, svájci curlingjátékos
- július 3.
  - Rodolfo Cota, mexikói válogatott labdarúgó
  - Florin Niță, román válogatott labdarúgó
- július 4. – Chris James, új-zélandi válogatott labdarúgó
- július 10. – Kiss Éva, válogatott magyar kézilabdázó, Bajnokok Ligája győztes
- július 15. – Nagaszato Júki, japán válogatott labdarúgó
- július 17.
  - Schneider Veronika, sakkozó, női nemzetközi nagymester, magyar bajnok
  - Ivan Strinić, világbajnoki ezüstérmes horvát válogatott labdarúgó
  - Frida Tegstedt, svéd válogatott kézilabdázó
- július 21. – Jesús Eduardo Zavala, mexikói válogatott labdarúgó
- július 22. – Denis Gargaud Chanut, olimpiai, világ- és EUrópa-bajnok francia kajakos
- július 23. – José Luis Morales, spanyol labdarúgó
- július 26. – Fredy Montero, kolumbiai válogatott labdarúgó
- július 30. – Cristo Reyes, spanyol dartsjátékos
- augusztus 6.
  - Marco Giordano, olasz labdarúgó
  - Rémy Riou, francia labdarúgó
- augusztus 7. – Sidney Crosby, olimpiai és világbajnok, világkupa és Stanley-kupa-győztes kanadai jégkorongozó
- augusztus 17. – Marc Wilson, ír válogatott labdarúgó
- augusztus 18. – Igor Sijsling, holland teniszező
- augusztus 19. – Nico Hülkenberg, német autóversenyző, Formula–1-es pilóta
- augusztus 25. – Decker Attila világbajnok magyar válogatott vízilabdázó
- augusztus 28. – Rouwen Hennings, német labdarúgó
- szeptember 2.
  - Erdős Viktor, nemzetközi sakknagymester, ifjúsági világbajnok, magyar bajnok
  - Ole Jørgen Halvorsen, norvég labdarúgó
- szeptember 7. – Robert Snodgrass, skót válogatott labdarúgó
- szeptember 9.
  - Andrea Petković, szerb származású német hivatásos teniszezőnő
  - Ahmed el-Mohamedi, egyiptomi válogatott labdarúgó
- szeptember 14. – Kyle Anderson, ausztrál dartsjátékos
- szeptember 16. – Antal van der Duim, holland teniszező
- szeptember 19. – Darwin Quintero, kolumbiai válogatott labdarúgó
- szeptember 20. – Szergej Vlagyimirovics Vodopjanov, világbajnok orosz ökölvívó
- szeptember 26. – Zlatko Junuzović, osztrák válogatott labdarúgó
- október 1. – Maro Joković, olimpiai, világ- és Európa-bajnok horvát válogatott vízilabdázó
- október 2.
  - Zsuan Lu-fej, kínai női sakkozó, női nagymester (WGM)
  - Ricky Stenhouse Jr., amerikai NASCAR-versenyző
- október 5.
  - Tim Ream, amerikai válogatott labdarúgó
  - Bartosch Gaul, lengyel labdarúgóedző
- október 7. – James McArthur, skót válogatott labdarúgó
- október 14. – Tomás Pina, spanyol labdarúgó
- október 15. – Szakagucsi Mizuho, japán válogatott labdarúgó
- október 17. – George Friend, angol labdarúgó
- október 18. – Ana Paula Belo, világbajnok brazil kézilabdázó
- október 19. – Cristian Ugalde, spanyol válogatott kézilabdázó
- október 21. – Ryan Searle, angol dartsjátékos
- október 22. – Mikkel Hansen, olimpiai, világ- és Európa-bajnok dán válogatott kézilabdázó
- október 23. – Milan Borjan, kanadai válogatott labdarúgó
- október 24.
  - Vladlena Eduardovna Bobrovnyikova, olimpiai bajnok orosz kézilabdázó
  - Martin Johansson, svéd válogatott jégkorongozó
- október 26. – Rafał Gikiewicz, lengyel labdarúgó
- október 27.
  - Kílian Jornet Burgada, spanyol professzionális túrasíző és ultrafutó
  - Johnno Cotterill, ausztrál válogatott vízilabdázó
  - Jay Jackson, amerikai baseballjátékos
- november 1. – Arijosi Szaori, japán válogatott labdarúgó
- november 4. – Rhoys Wiggins, walesi labdarúgó
- november 6.
  - Ana Ivanović, Roland Garros-győztes szerb teniszezőnő
  - Atte Ohtamaa, olimpiai és világbajnok finn válogatott jégkorongozó
- november 7. – Pálos-Bognár Barbara, magyar válogatott kézilabdázó
- november 8. – Mohd Faiz Subri, maláj labdarúgó
- november 9. – Josefa Rika, fidzsi válogatott kirikettjátékos († 2020)
- november 12. – Rudolf Anna, sakkozó, női nemzetközi nagyester, háromszoros magyar bajnok
- november 16. – Parviz Khodavirdi Hadibaszmándzs, Ázsia-bajnok és világbajnoki bronzérmes iráni szabadfogású birkózó
- november 19. – Feng Csö, kínai tornász
- november 24. – Amadio Remo, olasz labdarúgó
- november 29.
  - María Espinoza, olimpiai és világbajnok mexikói taekwondózó
  - David McGoldrick, angol születésű ír válogatott labdarúgó
- november 30. – Uecudzsi Jumi, japán válogatott labdarúgó
- december 2. – Fabian Klos, német labdarúgó
- december 9.
  - Rácz Attila, magyar tornász
  - Nakamura Hikaru, amerikai sakknagymester

## Halálozások
- ? – Sándor Mihály, labdarúgó, hátvéd (* 1949)
- január 22. – Georges Buchard, olimpiai és világbajnok francia párbajtőrvívó (* 1893)
- március 16. – Raymond Passello, svájci válogatott labdarúgó (* 1905)
- március 20. – Joseph Fitzgerald, olimpiai ezüstérmes amerikai jégkorongozó, tanár, edző (* 1904)
- március 29. – Kovács József, olimpiai ezüstérmes atléta, futó (* 1926)
- május 12. – Makai Zsuzsa, román-magyar sakkozó, női nemzetközi mester, magyar bajnok (* 1945)
- május 17. – Lángos Józsa, sakkozó, női nemzetközi mester, kilencszeres magyar bajnok (* 1911)
- augusztus 4. – Fekete József, olimpiai bronzérmes magyar tornász, edző (* 1923)
- augusztus 26. – Borbély Sándor, román válogatott labdarúgó (* 1900)
- szeptember 2. – Kun Szilárd, olimpiai ezüstérmes, Európa-bajnok sportlövő (* 1935)
- október 10. – Jaroslav Bouček, világbajnoki ezüstérmes csehszlovák válogatott labdarúgó (* 1912)
- november 12. – Várkői Ferenc, olimpiai bronzérmes magyar tornász, testnevelőtanár (* 1916)]
- november 13.
  - Alois Cetkovský, világbajnoki bronzérmes, Európa-bajnok és Európa-bajnoki ezüst- és bronzérmes csehszlovák válogatott cseh jégkorongozó, edző, olimpikon (* 1908)
  - William Rogers olimpiai bajnok amerikai rögbijátékos és sebész (* 1902)
- november 26. – Friedrich Wurmböck, olimpiai ezüstérmes osztrák kézilabdázó (* 1903)
- december 25. – Harry Holm, olimpiai bajnok dán tornász (* 1902)